# Eustenancistrocerus parazairensis
Eustenancistrocerus parazairensis är en stekelart som först beskrevs av Giordani Soika 1934.  Eustenancistrocerus parazairensis ingår i släktet Eustenancistrocerus och familjen Eumenidae. Inga underarter finns listade i Catalogue of Life.